# 蔡應麟
蔡應麟（1556年—？），字子瑞，號心可，福建泉州府晉江縣人，民籍，明朝政治人物。

## 生平
萬曆元年（1573年）癸酉科福建鄉試第五十二名，萬曆十一年（1583年）癸未科會試第一百二十四名，登二甲第十八名進士。吏部觀政，丁生母憂，十四年授兵部武选司主事，十九年改任吏部验封司主事，本年七月与給事中劉爲楫主考山东乡试，二十年調考功司，本年調文选司主事，升验封司员外郎，给假遷葬。二十三年補考功，本年調文选，二十五年二月为科臣劉道亨所劾，逮系诏狱，年余乃出，罢职为民。
天啓年間，起为南京兵部車駕司員外郎，二年（1622年）三月升南京光祿寺少卿，三年三月升任南京太常寺少卿，五年六月被议去职。

## 家族
曾祖蔡寬，贈通議大夫戶部左侍郎；祖父蔡祐，曾任教授 封主事 贈通議大夫戶部左侍郎；父蔡克廉，曾任南京戶部尚書。嫡母留氏（累封淑人）；生母陳氏。慈侍下。